# Тимофеевка (Курская область)
Тимофеевка — деревня в Горшеченском районе Курской области России. Входит в состав Удобенского сельсовета.

## География
Деревня находится в восточной части Курской области, в лесостепной зоне, в пределах юго-западной части Среднерусской возвышенности, к западу от реки Олым, на расстоянии примерно 4 километров (по прямой) к северу от посёлка городского типа Горшечное, административного центра района. Абсолютная высота — 236 метров над уровнем моря.
Часовой пояс
Деревня Тимофеевка, как и вся Курская область, находится в часовой зоне МСК (московское время). Смещение применяемого времени относительно UTC составляет +3:00.

## Население
| 2002 | 2010 |
| ---- | ---- |
| 15   | ↘10  |

Гендерный состав
По данным Всероссийской переписи населения 2010 года в гендерной структуре населения мужчины составляли 50 %, женщины — соответственно также 50 %.
Национальный состав
Согласно результатам переписи 2002 года, в национальной структуре населения русские составляли 100 % из 15 чел.

## Улицы
Уличная сеть деревни состоит из одной улицы.